# إي. ريتشارد ويبر
إي. ريتشارد ويبر (بالإنجليزية: E. Richard Webber) هو محامي وقاضي أمريكي، ولد في 1942 في كاهوكا في الولايات المتحدة.